# Richard Curfs
Richard Curfs is een Nederlandse handbalcoach en voormalig handballer. Vanaf het seizoen 2023/2024 is hij hoofdtrainer bij BFC.

## Biografie
Als handbalspeler speelde Curfs bij onder andere BFC, Sittardia en Maasmechelen '65. Hij stopte op 33-jarige leeftijd met zijn spelerscarrière bij BFC. Als trainer heeft hij de herenteams van BFC en HandbaL Venlo, en de damesteams van HandbaL Venlo en Vlug en Lenig. Vanaf het seizoen 2019/2020 is hij hoofdcoach van het damesteam van Sint-Truiden. In januari 2022 nam Curfs afscheid van de damesploeg van Sint-Truiden. Jo Delpire volgde Curfs op als coach bij Sint-Truiden. In 2022 werd Curfs trainer van Bevo HC. Na een seizoen scheidden de wegen van Curfs en Bevo HC.
Vanaf het seizoen 2023/2024 is Curfs weer hoofdtrainer bij BFC.
2. Roelof van der Westen ·
6. Rik Elissen ·
7. Bart Gelissen ·
8. Glenn Nijsten ·
9. Michiel Heijmans ·
10. Jeff Sipers ·
11. Joep Welzen ·
16. Ruud Bogman ·
20. Ivo Elissen ·
61. Ralph Beaumont ·
73. Dennis Vlijm ·
77. Doug van Leeuwen ·
Coach: Richard Curfs
· Assistent-coach: Fred Kerbusch
1. Freek Janssen ·
2. Roelof van der Westen ·
4. Serge Heijnen ·
5. Glenn Nijsten ·
7. Bart Gelissen ·
8. Ivo Elissen ·
9. Michiel Heijmans ·
10. Jeff Sipers ·
11. Joep Welzen ·
12. Ralph Beaumont ·
19. Doug van Leeuwen ·
20. Guy Peters ·
87. Teun Lemmens ·
Coach: Richard Curfs
· Assistent-coach: Fred Kerbusch
2. Ivo Elissen ·
4. Serge Heijnen ·
5. Frank Beaumont ·
7. Bart Gelissen ·
8. Joshua Ramakers ·
9. Michiel Heijmans ·
10. Jeff Sipers ·
11. Joep Welzen ·
12. Ralph Beaumont ·
16. Ruud Bogman ·
18. Arno Wingen ·
19. Doug van Leeuwen ·
20. Guy Peters ·
21. Emiel Koetsenruijter ·
27. Thijs Paquay ·
Coach: Richard Curfs
· Assistent-coach: Fred Kerbusch
Joep Beaujean ·
Rob Beaumont ·
Richard Curfs ·
Eric Eussen ·
Luke Habets ·
Thijs van Leeuwen ·
Freek Janssen ·
Maik Onink ·
Nick Onink ·
Bart Pepels ·
Christian Peters ·
Iso Sluijters ·
Joeri Verjans ·
Roger Wintraecken ·
Tom Wismans ·
Coach: Harold Nüsser
Rob Beaumont ·
 Goran Cavejski ·
Richard Curfs ·
 Bastian Dörenkämper ·
Eric Eussen ·
Bart Gelissen ·
Roelant Gerrits ·
Luke Habets ·
Freek Janssen ·
Thijs van Leeuwen ·
Martijn Meij ·
Rutger Mey ·
Harold Nüsser ·
Maik Onink ·
Nick Onink ·
Christian Peters ·
Job Sinkeldam ·
Joeri Verjans ·
Bengt Verhoeven ·
Roger Wintraecken ·
Coach: Gerrit Stavast
· Assistent-coach: Paul Verjans
Rob Beaumont ·
Tim Bohnen ·
Pieter Brouns ·
Richard Curfs ·
Ken van Hasselt ·
Thijs van Leeuwen ·
Martijn Meij ·
Dennus Mennus ·
Maik Onink ·
Nick Onink ·
Paul Peeters ·
Lambert Schuurs ·
 Davy Veraghtert ·
Joeri Verjans ·
Coach: Lou Reubsaet
1.  Marc Gorissen ·
2.  Bart Hofmeyer ·
3.  Sven Coonen ·
5.  Richard Curfs ·
6. Eric Strauven ·
7.  Rutger Sanders ·
9.  Swen Kikken ·
10. Lucas Jasczczuk ·
12.  Ruud Wouters ·
13. Dennis Berghs ·
20. Jo Delpire ·
22.  Bart Eykenboom ·
Coach:  Richard Obrusik
· Assistent-coach: George Brepoels
1. Björn Alberts ·
2.  Jörg Bohrmann ·
3. Sven Coonen ·
4. Ralph Kerckhoffs ·
5. Barry Vereijssen ·
6. Zef Hamers ·
7. Pim Knols ·
8. Matti Schormans ·
9. Richard Curfs ·
10. Marcel van Mulken ·
11. Jorit Gaal ·
12. Marcus Jansen ·
13. Jean Paul Stijnen ·
14. Jasper van Yperen ·
15. Lars Reijnders ·
17. Mickel Wouters ·
19. Patrick Catteeuw ·
Coach:  Jörg Bohrmann
· Assistent-coach: Patrick Catteeuw
1. Bart Leenen ·
2. Tim Mullens ·
3. Richard Curfs ·
4. Ralph Kerckhoffs ·
5. Roel Leenen ·
6. Martijn Meij ·
8. Lambert Schuurs ·
10. Remko Sonnemans ·
11. Bart Voogels ·
12. Ruud Bogman ·
13. Mark Proosten ·
14. Roel Rothkrans ·
16. Ruud Bogman ·
17. Maik Onink ·
19. Roger Wintraecken ·
20. Guy Peters ·
22. Bart Eykenboom ·
Coach: Maurice Canton  Jan Majoor
· Assistent-coach: Edgar Kuypers
1. Dick Mastenbroek ·
2. Tim Mullens ·
3. Richard Curfs ·
4. Ralph Kerckhoffs ·
5. Steven Lichteveld ·
6. Barry Vereijssen ·
7.  Iwein Delanghe ·
8. Lambert Schuurs ·
9. Roger Wintraeken ·
12. Bart Eykenboom ·
14. Roel Rothkrans ·
17. Maik Onink ·
20. Guy Peters ·
Coach: Maurice Canton
· Assistent-coach: Paul Verjans
Björn Alberts ·
Richard Curfs ·
 Iwein Delanghe ·
Gerben Dijkstra ·
Bart Eijkenboom ·
Bart Hofmeyer ·
Ralf Kerkhoffs ·
 Blagoje Krstev ·
Steven Lichteveld ·
Dennis Mennens ·
Tim Mullens ·
Guy Peters ·
Roy Reusaet ·
Coach:  Jo Smeets
Richard Curfs ·
Bart Eijkenboom ·
Marcel Eurelings ·
Bart Hofmeyer ·
Ralf Kerkhoffs ·
 Blagoje Krstev ·
Maik Onink ·
Guy Peters ·
 David Polfliet ·
 Tom Quintiens ·
Roy Reusaet ·
Bart Voogels ·
Coach:  Jo Smeets
1. Dick Mastenbroek ·
2. Guy Peters ·
3. Richard Curfs ·
4. Ralph Kerkhoffs ·
5. Roy Reubsaet ·
6.  Adeyemi George ·
8. Maik Onink ·
9. Niek Storken ·
10. Marcel Eurelings ·
11. Marco Hauben ·
12. Bart Sillen ·
13. Bart Hofmeyer ·
14.  Johan Lindahl ·
15.  Ifeany Okpocha ·
17. Maurice Muris ·
18. Fred Kerbusch ·
19. Arjan Olsen ·
20. Swen Kikken ·
21. Michiel Heijmans ·
23. Hans Kerbusch ·
Coach:  Jo Smeets
1. Dick Mastenbroek ·
2. Paul Verjans ·
3.  Frode Carlsson ·
4. Ralf Kerkhoffs ·
5. Leon Tummers ·
6.  Johan Lindahl ·
7. Raymond Steijvers ·
8. Maik Onink ·
9. Niek Storken ·
10. Marcel Eurelings ·
11. Marcel Penners ·
12. Theo Broers ·
13. Bart Hofmeyer ·
14. Richard Curfs ·
16. Appie Bogers ·
17. Robert Steijvers ·
Coach: Paul Coenen Wiel Mayntz
Rutger Bakker ·
Jos Brouwers ·
Richard Curfs ·
 Manfred Josten ·
Fred Kerbusch ·
Hans Kerbusch ·
Marc Leunissen ·
Dominique van Mulken ·
Maurice Muris ·
Roy Reubsaet ·
 Maurice Schnitzeler ·
 Olaf Schwäbe ·
Bart Sillen ·
Quirine van Son ·
Chris van Uum ·
Coach: Lou Reubsaet
· Assistent-coach: Edgar Kuipers